# Neue Liberale
Die Neue Liberale (Kurzbezeichnung: NL) war eine deutsche Kleinpartei, die im September 2014 gegründet wurde, von 2016 bis 2019 den Namen Neue Liberale – Die Sozialliberalen und von Ende 2019 bis zu ihrer Auflösung im Juli 2021 den Namen Die Sozialliberalen führte.
Nach der Aufgabe der Parteieigenschaft wurde als Nachfolgeorganisation der Verein Die Sozialliberalen gegründet.

## Positionen
Wichtige Themen der Neuen Liberalen waren anfangs unter anderem die mögliche Einführung eines Bürgergelds sowie die Verbesserung der Chancen für „Flüchtlinge, Migranten, Menschen mit Behinderungen, alte Menschen, zunehmend auch Familien, aber auch Berufsstarter“.
Ein erstes Grundsatzprogramm wurde unter dem Titel „Liberaler Kompass“ vor dem ersten Parteitag erarbeitet und auf diesem verabschiedet. In ihm stand unter anderem: „Wirtschaft ist für uns kein Selbstzweck. Jeder hat als Voraussetzung zur materiellen Freiheit ein Recht auf Arbeit unter menschwürdigen Bedingungen und zu fairen Löhnen.“ Es sei Zeit, „soziale Ungerechtigkeiten zu bekämpfen, Menschen in sozialer Not beizustehen und ihre Fähigkeiten und Talente zu fördern.“
Auf dem zweiten Bundesparteitag am 31. Januar und 1. Februar 2015 fassten die Mitglieder Programmbeschlüsse zu den Themenbereichen Inneres, Bildung, Soziales, Wirtschaft und Europa.
Die Neuen Liberalen setzten sich für die Gründung einer Europäischen Republik nach dem Vorbild der Bundesrepublik Deutschland ein. Ein entsprechender Beschlussantrag wurde auf dem Bundesparteitag am 19. Januar 2019 in Frankfurt einstimmig angenommen.

## Geschichte

### Hintergrund

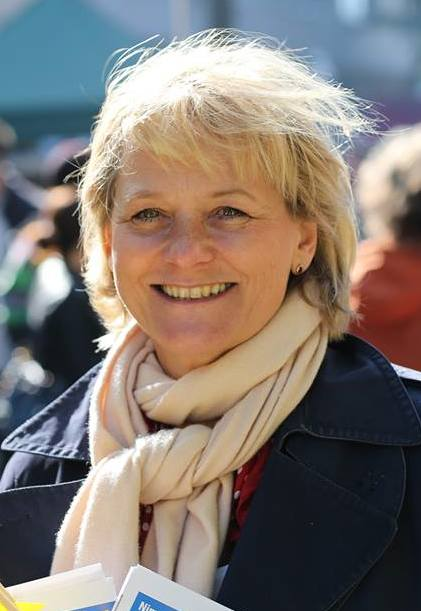
Sylvia Canel, erste Bundesvorsitzende der Partei, 2014

Angesichts einer Reihe von Wahlniederlagen der FDP nach der Bundestagswahl 2013 formierte sich eine Gruppe von ehemaligen FDP-Politikern, die die Gründung einer neuen Partei anstrebten. Kurz vor der Landtagswahl in Sachsen 2014, bei der die FDP aus dem Landesparlament ausschied, wurde bekannt, dass die offizielle Gründung als Bundespartei für Ende September 2014 geplant und ein Antreten bei der Bürgerschaftswahl in Hamburg 2015 angedacht sei.
Zu den namhaften Initiatoren gehörten:
- Dieter Biallas, ehemaliger Hamburger Senator
- Haug von Kuenheim, ehemaliger stellvertretender Chefredakteur der Wochenzeitung Die Zeit
- Najib Karim, ehemaliger Vize-Vorsitzender der Hamburger FDP und Leiter des Gründungsvorstands[7]

### Gründungsparteitag

Logo der Partei (2017)

Der Gründungsparteitag fand am 28. September 2014 in Hamburg statt. Anwesend waren rund 150 Mitglieder. Zur ersten Doppelspitze wurden Sylvia Canel und Najib Karim gewählt. Zu jenem Zeitpunkt hatte ein Drittel eine Doppelmitgliedschaft, was laut Satzung damals noch zulässig war. Ein Teil davon war auch Mitglied der FDP und gut ein Drittel bei den Piraten. Als politische Gegner sah die Partei neben der FDP, bei der sie die sozialliberale Position vermisste, vor allem die Alternative für Deutschland (AfD) an. Im Nachgang des Parteitages wurde diskutiert, ob die neue Partei eine Abspaltung von der FDP sei. Dies sah der Vorstand so nicht, denn „viele Neue Liberale kämen von den Piraten, der SPD oder von den Grünen“.
Das ursprüngliche Logo war ein Doppellogo, bestehend aus einem Kreislogo mit dem Schriftzug „Neue Liberale“ und einem weiteren Kreislogo mit dem Schriftzug „Li“, der seit Juni 2016 nicht mehr verwendet wird. Da die Partei ab März 2016 die Zusatzbezeichnung „Die Sozialliberalen“ führte, wurde das Logo mit dem Schriftzug „Neue Liberale“ um diesen Zusatz ergänzt. Später wurde „Sozialliberale“ als Markenkern der Partei sogar dem ursprünglichen Namen vorangestellt. Ab Ende 2019 verwendete sie nur noch „Die Sozialliberalen“ als Parteinamen.

### Weitere Entwicklung
Mitte Oktober 2014 wurde der Hamburger Landesverband gegründet. Er beschloss, 2015 zur Bürgerschaftswahl in Hamburg anzutreten; die Bürgerschaftskandidaten wurden am 2. November aufgestellt.
Nach dem Wechsel der Grünen Bezirksabgeordneten Kay Wolkau und Isabel Wiest sowie von Barbara Lewy und Anna-Lena Bahl von der SPD zur Neuen Liberalen besaß die Partei Fraktionsstärke in der Bezirksversammlung Hamburg-Harburg. Den Fraktionsstatus behielt sie auch nach Bahls Rückzug aus der Bezirksversammlung.
Am 25. November 2014 gaben die Freien Wähler bekannt, zugunsten der Neuen Liberalen auf eine Kandidatur bei der Bürgerschaftswahl zu verzichten.
Am 31. Januar und 1. Februar 2015 fand der zweite Bundesparteitag statt, auf dem das Programm der Partei entwickelt wurde. Zusätzlich wurden ein Schatzmeister sowie ein Bundesprogrammatikleiter nachgewählt.

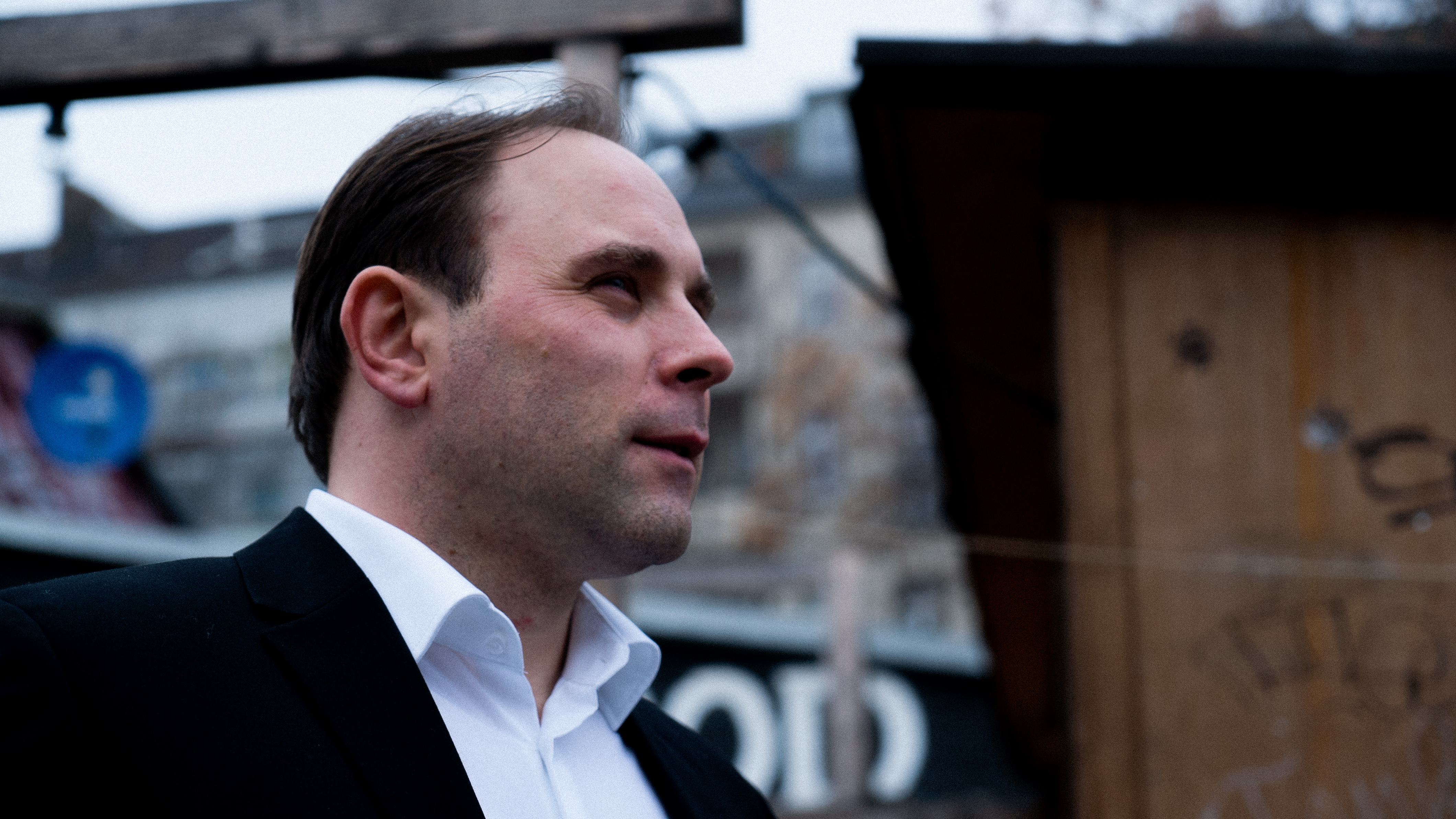
Christian Bethke, Bundesvorsitzender 2015 bis 2019

Wenige Tage vor der Bürgerschaftswahl in Hamburg empfahl die Partei den Wählern, für die Wahlkreiskandidaten der SPD zu stimmen, da die Neue Liberale keine eigenen Wahlkreiskandidaten stellte, sondern nur mit einer Landesliste antrat. Bei der Wahl am 15. Februar 2015 erreichte die Neue Liberale 0,5 Prozent der gültigen Stimmen und verfehlte damit das Ziel, in die Hamburgische Bürgerschaft einzuziehen, klar.
Der dritte Bundesparteitag fand vom 28. bis 29. November 2015 in Langenhagen bei Hannover statt. Dort wurde unter anderem der Bundesvorstand in seinem Aufbau verändert und komplett neu besetzt. Zum neuen Bundesvorsitzenden wurde Christian Bethke gewählt. Ebenfalls wurde beschlossen, den Parteinamen zum 15. März 2016 in Neue Liberale – Die Sozialliberalen zu ändern.
Am 9. Juni 2018 stellte die Partei in Kassel ihre Liste für die Europawahl 2019 auf und nominierte den kurz zuvor aus der FDP ausgetretenen Christoph Pyak als Spitzenkandidaten. Die NL konnte die notwendigen 4000 Unterstützerunterschriften sammeln und ihre Liste wurde vom Bundeswahlausschuss zur Europawahl zugelassen. Die Partei erhielt knapp 16.000 Stimmen und blieb damit bedeutungslos.
Auf dem Bundesparteitag in Berlin am 30. November und 1. Dezember 2019 wurde Dieter Schulz zum neuen Bundesvorsitzenden gewählt. Außerdem beschloss der Parteitag, den Namen der Partei in „Die Sozialliberalen“ (SL) zu ändern. Schulz trat nach zwei Monaten von seinem Amt zurück, aus der Partei aus und wechselte zu den Liberalen Demokraten. Bis zur Wahl des neuen Bundesvorsitzenden Tobias Langer wurde die Partei kommissarisch von der stellvertretenden Vorsitzenden Emine Tunc geführt.
Ein außerordentlicher Parteitag beschloss am 26. Juni 2021 eine Satzungsänderung, die die Aufgabe der Parteieigenschaft und die Umwandlung in einen Verein beinhaltete. Nachdem eine Urabstimmung diesen Beschluss bestätigt hatte, wurde diese Entscheidung am 17. Juli offiziell. Der damit entstandene Verein will als „überparteilicher Think-Tank (...) Ideen im Geiste einer sozialen, freiheitlichen Gesellschaftsordnung ausarbeiten“, wobei sich die Mehrheit der bisherigen Parteimitglieder Volt Deutschland anschließen wollte. Der neu gewählte Vereinsvorstand besteht aus Mikael Horstmann (Vorsitzender), Semjon Feuerstack (Stellvertreter) und Clark Ahten (Schatzmeister).

## Konsolidierungsversuch sozialliberaler Kräfte
Am 6. Januar 2015 verkündeten die Neuen Liberalen, mit den beiden deutschen Parteien Verbraucherschutzpartei (VS) und Liberale Demokraten (LD) die Möglichkeit eines Zusammenschlusses zu erörtern.
Im März 2017 wurde eine gemeinsame „Sozialliberale Erklärung“ veröffentlicht, an der neben den Neuen Liberalen und den LD auch die Piratenpartei, die Partei der Humanisten, die Transhumane Partei und der Arbeitskreis YourTurn der Linksjugend mitwirkten. Weitere Organisationen oder Einzelpersonen wurden eingeladen, sich anzuschließen, um eine sozialliberale Kooperation voranzubringen und eine gemeinsame sozialliberale Partei zu etablieren.

## Wahlergebnisse
Die Partei kandidierte bei mehreren Wahlen, gewann aber nie Mandate.
Bei ihrem ersten Wahlantritt zur Hamburgischen Bürgerschaft am 15. Februar 2015 erreichte sie 0,5 Prozent der gültigen Stimmen.
Zur Bürgerschaftswahl in Bremen 2015 im Mai zog sie ihre zunächst geplante Beteiligung zurück und trat nur zu den Beiratswahlen in Bremen-Mitte und Bremen-Östl. Vorstadt an. Sie erhielt in Mitte 1,4 % und in der Östlichen Vorstadt 0,4 % der gültigen Stimmen.
Bei den Kommunalwahlen in Hessen 2016 kandidierte sie in Frankfurt am Main, wo sie auf ein Ergebnis von 0,3 % der gültigen Stimmen kam.
Bei den niedersächsischen Kommunalwahlen 2016 erhielt die Neue Liberale folgende Anteile der gültigen Stimmen:
| Organ                       | Wahlergebnis in Prozent |
| --------------------------- | ----------------------- |
| Kreistag Aurich             | 0,26                    |
| Kreistag Cuxhaven           | 0,07                    |
| Regionsversammlung Hannover | 0,04                    |
| Stadtrat Aurich             | 0,41                    |
| Stadtrat Cuxhaven           | 0,20                    |

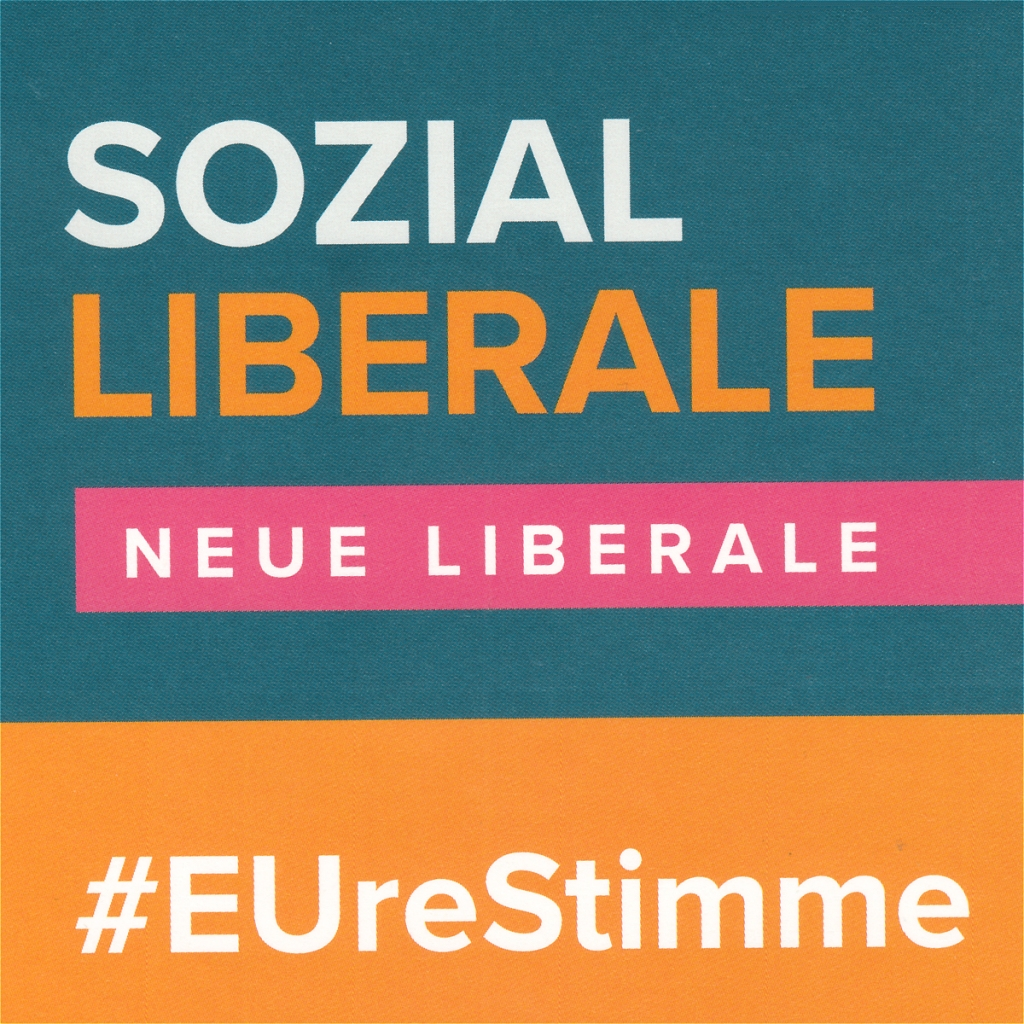
Logo der NL zur Europawahl 2019

Bei der Bundestagswahl 2017 traten Direktbewerber der Partei in den Wahlkreisen Kiel, Neustadt–Speyer und Mainz an und erzielten insgesamt 880 der 523.858 gültigen Erststimmen in diesen Wahlkreisen, was einem Stimmenanteil von 0,168 % entspricht. Im selben Jahr erreichte Sven Olef bei der Bürgermeisterwahl in Gau-Algesheim 4,5 % der Stimmen.
Bei der Europawahl 2019 traten die Sozialliberalen erstmals bundesweit an und erhielten 15.909 Stimmen (0,04 %), was den drittletzten Platz aller 41 teilnehmenden Parteien bedeutete.
Bei der am gleichen Tag stattfindenden Bezirksversammlungswahl in Hamburg erzielten sie in Harburg einen Anteil von 2,2 % und schieden damit aus dem Gremium aus, in dem sie durch die Übertritte einiger Bezirksabgeordneter bis dahin vertreten waren (siehe oben).
Die letzte Kandidatur der Partei erfolgte bei der Frankfurter Gemeindewahl am 14. März 2021, bei der sie 0,1 % der Stimmen erhielt.

## Ehemalige Parteistruktur
Die Mitgliederzahl der Partei wird in der Literatur mit „ca. 500“ angegeben. In der Pressemappe zur Präsentation der Sozialliberalen Erklärung im März 2017 findet sich die Zahl 275. Dieser Mitgliederbestand ermöglichte keine bundesweit flächendeckende Parteistruktur. Nach Hamburg kam es zur Gründung arbeitsfähiger Landesverbände in Niedersachsen, Nordrhein-Westfalen und Hessen. Vorübergehend existierten auch Untergliederungen in Bremen, Schleswig-Holstein und Rheinland-Pfalz. Für die Betreuung weiterer Gebiete gab es zeitweise Regionalbeauftragte oder die Einzelmitglieder gehörten nur dem Bundesverband der Partei an und wurden vom Bundesvorstand beziehungsweise der Bundesgeschäftsstelle betreut.

### Bundesvorstand
Der letzte Bundesvorstand der Partei (Amtszeit 2020/2021) bestand aus:
| Vorsitzender                 | Tobias Langer                   |
| Stellvertretende Vorsitzende | Emine Tunc                      |
| Bundesschatzmeisterin        | Lydia Niedermaier               |
| Beisitzer                    | Sascha Wittig, Christian Bethke |

Die Bundesgeschäftsstelle in Berlin wurde im Februar 2022 aufgegeben; der Sitz des Vereins Die Sozialliberalen ist in Frankfurt am Main.

## Rezeption
FDP-Chef Christian Lindner reagierte auf die Parteigründung mit der Einschätzung, dass es „keine weitere sozialdemokratische Partei links der Mitte“ brauche. Es fehle dagegen „eine Stimme für positiven Individualismus und Eigenverantwortung“.
Der Historiker Fritz Stern unterstützte die Neue Liberale Partei und richtete auf dem 2. Bundesparteitag ein Grußwort an die Mitglieder. In einem Interview mit der Tageszeitung Die Welt sprach er ihr die Aufgabe zu, „die Liberalität zu retten, die im Geist anfängt mit den alten Tugenden wie praktischer Vernunft und Ehrlichkeit“. Fritz Stern war zudem Mitglied des von der Partei gegründeten Sozialliberalen Denkforums.
Der Politikwissenschaftler Oskar Niedermayer sah im September 2014 keine Erfolgsaussichten für die neue Partei, sich zu etablieren, da sie keine inhaltlichen und personellen Alternativen biete. Ihr fehle das Alleinstellungsmerkmal, da sie kein gesellschaftlich relevantes Thema besetze, das nicht schon von anderen Parteien besetzt sei.